# Fan-Tas-Tic (Vol. 1)
Fan-Tas-Tic (Vol. 1), citato anche come Fantastic, Vol. 1, è l'album d'esordio del gruppo hip hop statunitense Slum Village. Comprende brani dal loro precedente demo, registrato tra il 1996 e il 1997, ma pubblicato solamente otto anni più tardi. L'album trapela nel circuito underground e in seguito parte delle canzoni sono ammodernate o rifatte per il secondo album, Fantastic, Vol. 2 (2000). Il disco è interamente prodotto da J Dilla.
| Recensione | Giudizio |
| ---------- | -------- |
| AllMusic   | [ 1 ]    |
| Pitchfork  | [ 2 ]    |

## Tracce
Testi di Titus Glover, R.L. Altman III e James Yancey, eccetto dove indicato, musiche di J Dilla.
1. Fantastic – 1:29
2. Keep It On (This Beat) – 3:12
3. I Don't Know – 1:03
4. How We Bullshit – 1:17
5. Fat Cat Song (featuring Phat Kat) – 2:55
6. The Look of Love – 4:19
7. Estimate – 1:26
8. Hoc N Pucky – 1:38
9. Beej N Dem (featuring Beej) – 2:16
10. Pregnant (T3) – 1:18
11. Forth & Back (Rock Music) – 3:38
12. Fantastic 2 – 0:52
13. Fantastic 3 – 1:37
14. Keep It On – 3:02
15. 5 Ela Remix (featuring 5 Ela) – 3:02
16. Give This Nigga – 1:06
17. Players – 2:58
18. Look of Love – 2:49
19. Pregnant (Baatin) – 1:04
20. Things U Do – 3:29
21. Fat Cat – 2:45
22. Fantastic 4 – 1:13

Durata totale: 48:28
Tracce bonus del 2005
1. What's Love Gotta Do With It (Look of Love Remix) – 3:26
2. 2 You 4 You – 2:11